# 파이팅 믹스트 컴배티브
파이팅 믹스트 컴배티브(Fighting Mixed Combative, FMC)는 파이트 매니아 엔터테인먼트가 주최하는 대한민국의 종합격투기 대회다. 2009년 8월 첫 대회를 개최하였으나, 파이트머니 미지급 등의 문제로 중단됐다.

## 대회 규칙
기본적인 대회 규칙은 과거 프라이드 파이팅 챔피언십과 비슷했으나 사커킥은 금지했다. 한국에서는 MBC ESPN을 통해 방송되기도 하였다.

## 1차 대회
- 개최지 : 서울특별시 장충체육관
- 개최일 : 2009년 8월 16일

| 대진                      |
| 김훈 vs 모리카와 슈지     |
| 길영복 vs 엔도 다이스케   |
| 김휘규 vs 하시모토 아사토 |